# Robert Bédard
Robert Bédard (Saint-Hyacinthe, 13 de setembro de 1931) é um ex-tenista profissional canadiano.
Robert Bédard foi número 1 do Canadá nas décadas de 50 e 60 e foi medalhista de prata nos Jogos Pan-Americanos de 1959.

## Jogos Pan-Americanos

### Simples: 1 medalha (1 prata)
| Posição | Ano  | Local   | Oponente   | Placar        |
| Prata   | 1959 | Chicago | Luis Ayala | 4–6, 1–6, 3–6 |